# بيرسي بيتر
بيرسي بيتر (بالإنجليزية: Percy Peter)‏ هو سباح بريطاني (وحمل سابقاً جنسية المملكة المتحدة لبريطانيا العظمى وأيرلندا)، ولد في 28 مارس 1902 في كنزينغتون في المملكة المتحدة، وتوفي في 1986 في بورنموث في المملكة المتحدة.

## روابط خارجية
- بيرسي بيتر على موقع الاتحاد الدولي للسباحة (الإنجليزية)
- بيرسي بيتر على موقع اللجنة الأولمبية الدولية (الإنجليزية)
- بيرسي بيتر على موقع أوليمبيديا (الإنجليزية)
- بيرسي بيتر على موقع اللجنة الأولمبية البريطانية (الإنجليزية)